# International Challenger Zhangjiagang 2024 - Doppio
Il doppio del torneo di tennis professionistico International Challenger Zhangjiagang 2024, facente parte della categoria Challenger 75 nell'ambito dell'ATP Challenger Tour 2024, si è giocato dal 26 agosto al 1º settembre a Zhangjiagang, in Cina. Ray Ho e Matthew Romios erano i detentori del titolo ma solo Ho aveva scelto di partecipare in coppia con Nam Ji-sung.
In finale Kaichi Uchida e Takeru Yuzuki hanno sconfitto Francis Casey Alcantara e Pruchya Isaro con il punteggio di 6–1, 7–5.

## Teste di serie
1. Rithvik Choudary Bollipalli /  Arjun Kadhe (quarti di finale)
2. Ray Ho /  Nam Ji-sung (primo turno)

1. Toshihide Matsui /  Kaito Uesugi (quarti di finale)
2. Blake Bayldon /  Thomas John Fancutt (primo turno)

## Wildcard
1. Sun Qian /  Tang Sheng (primo turno)

1. Bai Yan /  Dong Zhenxiong (primo turno)

## Alternate
1. Philip Henning /  Kris van Wyk (primo turno)

1. Mikalai Haliak /  Lukáš Pokorný (semifinale)

## Tabellone

### Legenda
| - Q = Qualificato - WC = Wild card - LL = Lucky loser | - ALT = Alternate - SE = Special Exempt - PR = Protected Ranking | - w/o = Walkover - r = Ritirato - d = Squalificato |

|  | Primo turno | Primo turno            | Primo turno            | Primo turno | Primo turno |  |  | Quarti di finale | Quarti di finale       | Quarti di finale       | Quarti di finale     | Quarti di finale     |     |   | Semifinali | Semifinali                  | Semifinali                  | Semifinali                            | Semifinali                            |   |   | Finale | Finale | Finale | Finale | Finale |  |
|  |             |                        |                        |             |             |  |  |                  |                        |                        |                      |                      |     |   |            |                             |                             |                                       |                                       |   |   |        |        |        |        |        |  |
|  | 1           | RC Bollipalli A Kadhe  | 6                      | 63          | [10]        |  |  |                  |                        |                        |                      |                      |     |   |            |                             |                             |                                       |                                       |   |   |        |        |        |        |        |  |
|  | Alt         | P Henning K van Wyk    | 3                      | 7           | [8]         |  |  | 1                | RC Bollipalli A Kadhe  | 4                      | 6                    | [6]                  |     |   |            |                             |                             |                                       |                                       |   |   |        |        |        |        |        |  |
|  |             | T Lamasine D Svrčina   | 7                      | 4           | r           |  |  | Alt              | M Haliak L Pokorný     | 6                      | 2                    | [10]                 |     |   |            |                             |                             |                                       |                                       |   |   |        |        |        |        |        |  |
|  | Alt         | M Haliak L Pokorný     | 5                      | 5           |             |  |  |                  |                        |                        |                      |                      |     |   | Alt        | M Haliak L Pokorný          | M Haliak L Pokorný          | 69                                    | 3                                     |   |   |        |        |        |        |        |  |
|  | 3           | T Matsui K Uesugi      | 6                      | 64          | [10]        |  |  |                  |                        |                        | K Uchida T Yuzuki    | K Uchida T Yuzuki    | 711 | 6 |            |                             |                             |                                       |                                       |   |   |        |        |        |        |        |  |
|  | WC          | Y Bai Z Dong           | 2                      | 7           | [4]         |  |  | 3                | T Matsui K Uesugi      | 5                      | 7                    | [9]                  |     |   |            |                             |                             |                                       |                                       |   |   |        |        |        |        |        |  |
|  |             | M Kalovelonis V Ursu   | 2                      | 7           | [8]         |  |  |                  | K Uchida T Yuzuki      | 7                      | 63                   | [11]                 |     |   |            |                             |                             |                                       |                                       |   |   |        |        |        |        |        |  |
|  |             | K Uchida T Yuzuki      | 6                      | 5           | [10]        |  |  |                  |                        |                        |                      |                      |     |   |            | Kaichi Uchida Takeru Yuzuki | Kaichi Uchida Takeru Yuzuki | 6                                     | 7                                     |   |   |        |        |        |        |        |  |
|  |             | E Donskoj E Karlovskij | E Donskoj E Karlovskij | 6           | 6           |  |  |                  |                        |                        |                      |                      |     |   |            |                             |                             | Francis Casey Alcantara Pruchya Isaro | Francis Casey Alcantara Pruchya Isaro | 1 | 5 |        |        |        |        |        |  |
|  | WC          | Q Sun S Tang           | Q Sun S Tang           | 3           | 3           |  |  |                  | E Donskoj E Karlovskij | E Donskoj E Karlovskij | 60                   | 4                    |     |   |            |                             |                             |                                       |                                       |   |   |        |        |        |        |        |  |
|  |             | Y-h Hsu F Sun          | Y-h Hsu F Sun          | 711         | 6           |  |  |                  | Y-h Hsu F Sun          | Y-h Hsu F Sun          | 7                    | 6                    |     |   |            |                             |                             |                                       |                                       |   |   |        |        |        |        |        |  |
|  | 4           | B Bayldon T Fancutt    | B Bayldon T Fancutt    | 69          | 1           |  |  |                  |                        |                        |                      |                      |     |   |            | Y-h Hsu F Sun               | Y-h Hsu F Sun               | 4                                     | 3                                     |   |   |        |        |        |        |        |  |
|  |             | FC Alcantara P Isaro   | 4                      | 7           | [10]        |  |  |                  |                        |                        | FC Alcantara P Isaro | FC Alcantara P Isaro | 6   | 6 |            |                             |                             |                                       |                                       |   |   |        |        |        |        |        |  |
|  |             | R Noguchi S Watanabe   | 6                      | 64          | [7]         |  |  |                  | FC Alcantara P Isaro   | 6                      | 67                   | [10]                 |     |   |            |                             |                             |                                       |                                       |   |   |        |        |        |        |        |  |
|  |             | A Rai F Reynolds       | A Rai F Reynolds       | 6           | 6           |  |  |                  | A Rai F Reynolds       | 3                      | 79                   | [6]                  |     |   |            |                             |                             |                                       |                                       |   |   |        |        |        |        |        |  |
|  | 2           | R Ho J-s Nam           | R Ho J-s Nam           | 3           | 2           |  |  |                  |                        |                        |                      |                      |     |   |            |                             |                             |                                       |                                       |   |   |        |        |        |        |        |  |